# Nhà máy điện hạt nhân Xương Giang
Nhà máy điện hạt nhân Xương Giang là một nhà máy điện hạt nhân đang được xây dựng ở thôn Đường Hưng, của trấn Hải Vĩ, huyện tự trị dân tộc Lê Xương Giang ở tỉnh đảo Hải Nam, Trung Quốc. Đây là nhà máy điện hạt nhân đầu tiên ở tỉnh Hải Nam.

## Lịch sử
Công tác xây dựng giai đoạn 1 gồm hai lò phản ứng đã được Ủy ban Phát triển và Cải cách quốc gia phê chuẩn tháng 7 năm 2008. Công tác hiện trường bắt đầu vào tháng 12 năm 2008, mẻ bê tông đầu tiên được đổ vào ngày 25 tháng 4 năm 2010. Tổng thầu là liên danh Công ty Tập đoàn công nghiệp hạt nhân Trung Quốc và Tập đoàn Hoa Năng Trung Quốc.

## Đặc tính kỹ thuật
Nhà máy được xây thành hai giai đoạn, mỗi giai đoạn gồm hai lò phản ứng nước áp lực CNP-600 mỗi lò có công suất 650 MW. Đơn vị đầu tiên dự kiến vận hành vào năm 2014 còn cụm thiết bị thứ hai vận hành vào năm 2015. Hơn 70% thiết bị là nội địa hoá.
| Đơn vị        | Loại    | Khởi công xây dựng  | Bắt đầu vận hành | Ghi chú |
| ------------- | ------- | ------------------- | ---------------- | ------- |
| Giai đoạn I   |         |                     |                  |         |
| Xương Giang 1 | CNP-600 | 25 tháng 4 năm 2010 | 2014             | [ 2 ]   |
| Xương Giang 2 | CNP-600 | 2011                | 2015             | [ 4 ]   |
| Phase II      |         |                     |                  |         |
| Xương Giang 3 | CNP-600 |                     |                  | [ 4 ]   |
| Xương Giang 4 | CNP-600 |                     |                  | [ 4 ]   |